# Pinkfong
Pinkfong (em coreano:  핑크퐁) é a marca educacional infantil da SmartStudy, uma empresa sul-coreana de entretenimento educativo. Pinkfong consiste principalmente de canções infantis, das quais a mais famosa é "Baby Shark"; e seu vídeo de dança acabou se tornando o vídeo mais visualizados no Youtube. Seu canal educacional tem uma programação colorida de histórias, músicas cantadas e danças representadas por uma raposa rosa chamada "Pinkfong". A empresa global de desenvolvimento de produtos tem mais de 4.000 vídeos, músicas, jogos e aplicativos infantis.